# 彰化縣溪州鄉水尾國民小學
彰化縣溪州鄉水尾國民小學，簡稱為水尾國小，是位於臺灣彰化縣溪州鄉的學校。座落於溪州鄉最南端的水尾村，與雲林縣西螺鎮隔著濁水溪相望。

## 沿革
早年屬於三條國小學區，水尾村孩童需步行3公里到三條國小上學。政府遂於1964年8月設立三條國民小學水尾分班 ，由洪芳洲為班主任，提供一、二年級學童就讀。當時先借用水尾村震威宮做為校舍。1965年10月村民鐘振樹讓售土地，開始興建教室。1968年，改為三條國民小學水尾分校，洪芳洲為分校主任。1971年，正式獨立為水尾國民小學，同年12月任楊春木為第一任校長。

## 學校特色
水尾國小2010年起發展足球與空手道運動。足球隊在陳正章指導下，初次對外比賽即獲得該學年度縣長盃中年級女子組季軍，隔年代表彰化縣參加全國少年杯中部八縣市足球賽、足協杯全國賽，皆獲得不錯的成績，並吸引醒吾高中女足球提供球員獎學金。空手道則由國家A級裁判黃圳傑負責指導。學期中以社團時間練習、寒暑假則辦理集訓，全校參與訓練的學生比率過半，參與縣長盃賽事也獲得多面獎牌。
科學教育部分也曾獲科展特優獎項。2022年由吳建儒、林碧珊帶領成立「水噹噹無人機隊」，獲2022安麗追夢計畫競賽首獎，相關經費用以支持學童進行濁水溪探源課程。

## 歷任校長
以下資料來自水尾國小五十週年校慶特刊
| 屆次     | 姓名   | 任期            |
| -------- | ------ | --------------- |
| 第一任   | 楊春木 | 1971年 - 1973年 |
| 第二任   | 楊舜耕 | 1974年- 1981年  |
| 第三任   | 謝燈祿 | 1982年 - 1989年 |
| 第四任   | 詹達權 | 1990年 - 1994年 |
| 第五任   | 卓森利 | 1994年 - 1997年 |
| 第六任   | 陳耀鐘 | 1997年 - 2000年 |
| 第七任   | 張早   | 2000年- 2006年  |
| 第八任   | 陳亮達 | 2006年 - 2010年 |
| 第九任   | 陳靜婷 | 2010年 - 2016年 |
| 第十任   | 林素鳳 | 2016年 - 2022年 |
| 第十一任 | 黃姿綺 | 2022年 -        |